# Estación de Máquinas y Tractores

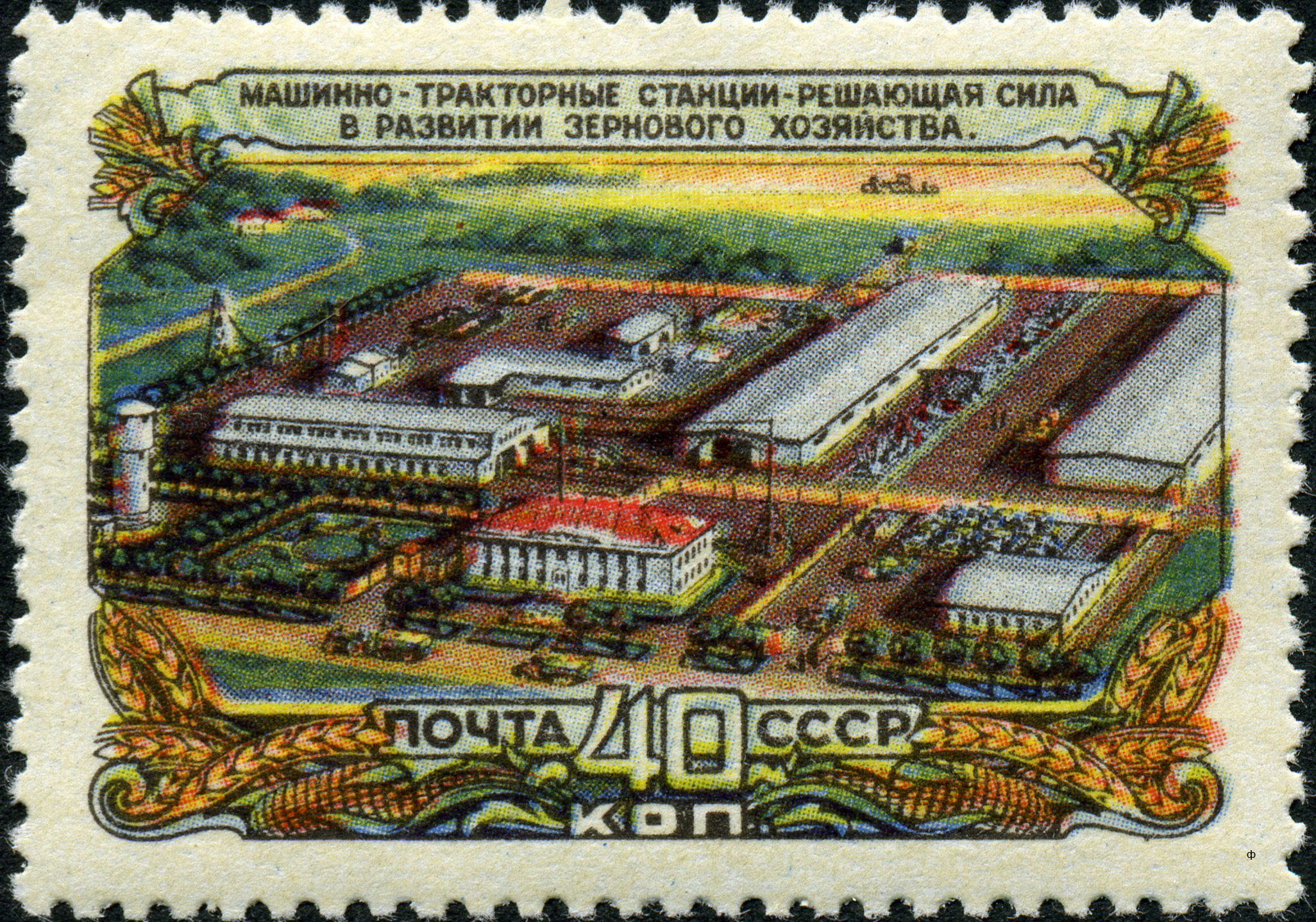
Sello de la Unión Soviética de 1956 que ilustra una estación.

Las Estaciones de Máquinas y Tractores o Estación de Tractores y Maquinaria (en ruso: маши́нно-тра́кторная ста́нция,  МТС, MTS) eran un tipo de empresa estatal de agricultura que funcionó en la Unión Soviética y en otros países socialistas, que se encargaba de la provisión de ayuda técnica, mantenimiento y organización de la maquinaria agrícola de las grandes colectividades productoras (koljoses, sovjoses y cooperativas agrícolas).
Jugaron un importante papel en la organización de los koljoses, y en la creación de su base material. Las estaciones de maquinaria fueron disueltas en 1958, las MTS se encargaban del mantenimiento y la reparación de los tractores, las cosechadoras, y la maquinaria agrícola, y la prestaban en alquiler a los miembros de los koljoses.

## Historia

### En laUnión de Repúblicas Socialistas Soviéticas

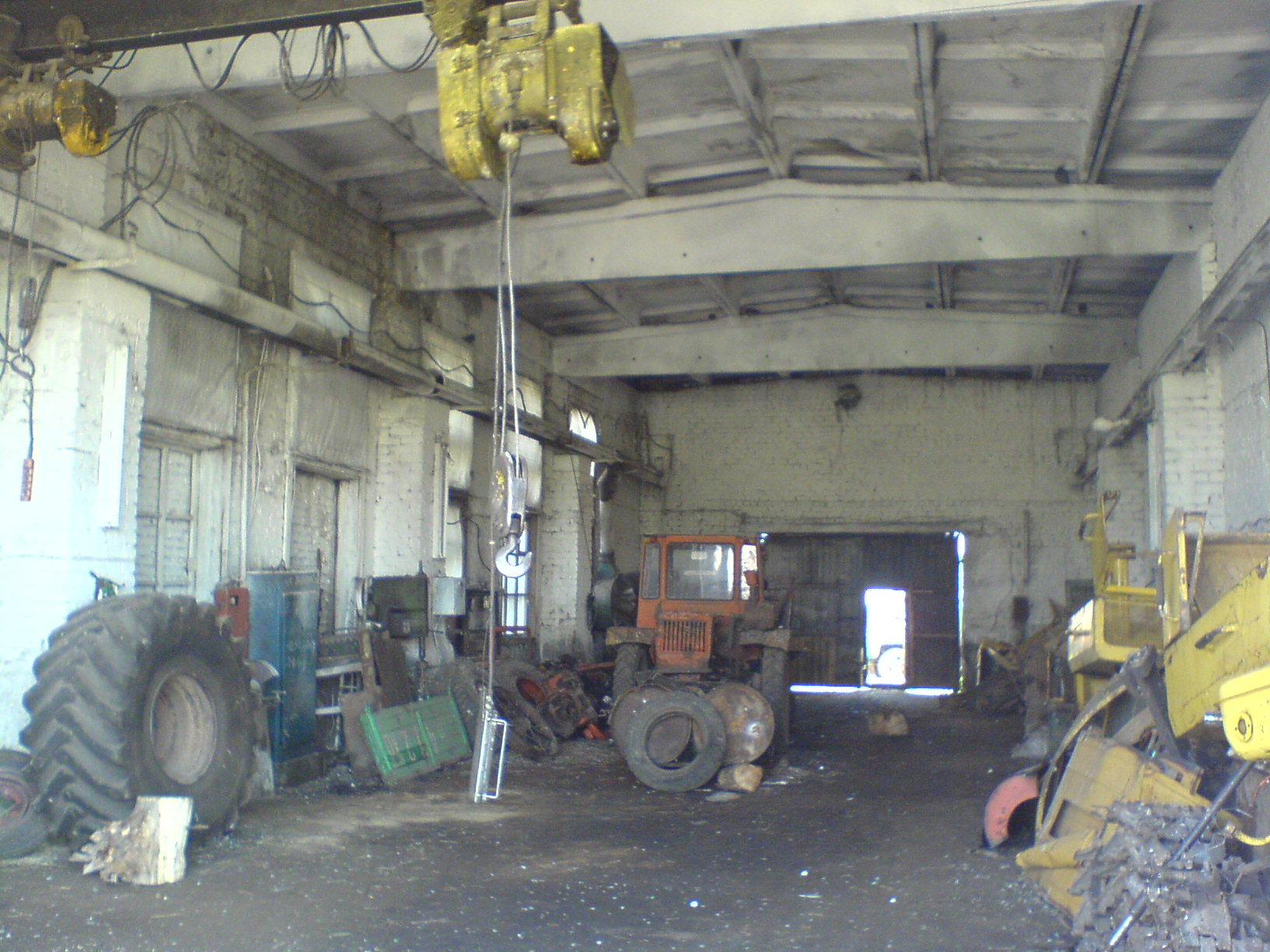
MTS de Rubiozhni, óblast de Volgogrado en 2007.

Los primeros tractores aparecieron a final de la década de 1920. La MTS se estableció como organismo de gestión de la escasa maquinaria agrícola y personal técnico. Se considera que la primera MTS -MTS Shevchénkivska- se estableció en 1927 en el territorio del actual óblast de Odesa, en la por entonces República Socialista Soviética de Ucrania. El 5 de junio de 1929 el Consejo de Trabajo y Defensa aceptó la decisión para la implantación del sistema en toda la URSS. Este sistema permitió un alto nivel de mantenimiento y el acceso de los koljoses a la maquinaria sin necesidad de inversión. Las estaciones tuvieron importancia en la implementación del proceso de colectivización de la tierra. 
Las principales unidades de una MTS eran las "brigadas de tractores" y "brigadas automóviles", que cumplían su correspondiente trabajo agrícola. Este servicio era pagado con una parte de la producción de la granja (en 1933 el 20%), que era denominada naturoplata.
Fueron disueltas en 1958-1959, entregándose la maquinaria directamente a los koljoses. Las instalaciones fueron transformadas en "estaciones técnicas de reparación". En 1972 fueron reconvertidas en asociaciones regionales Seljoztéjnika ("Maquinaria Agrícola").
En la Rusia postsoviética se ha propuesto la utilización de un sistema parecido a la MTS para apoyar el trabajo de los pequeños agricultores independientes.

### En la República Democrática Alemana
En la República Democrática Alemana se crearon en 1949 las Maschinen-Ausleih-Stationen (MAS, "Estaciones de Alquiler de Maquinaria") para la administración de la maquinaria de las propiedades abolidas. Con la creación de las primeras cooperativas en 1952  fueron transformadas en Maschinen-Traktoren-Stationen (MTS, "Estaciones de Máquinas y Tractores"). La maquinaria pertenecía al estado a través de estas empresas con personalidad jurídica independiente que firmaba un contrato anual con las granjas colectivas. En la década de 1960 el control de las empresas y de la maquinaria se fue entregando progresivamente a los Landwirtschaftliche Produktionsgenossenschaft ("Comunidades Agrícolas de Producción"). En 1964 fueron rebautizadas como Kreisbetriebe für Landtechnik (KfL, "Compañías de Ingeniería Agrícola") y destinadas únicamente a los trabajos de reparación.

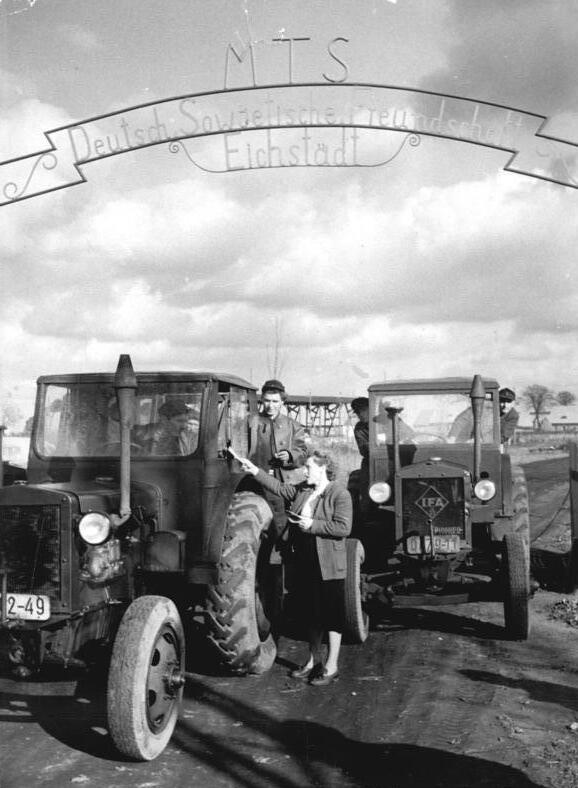
Tractoristas en la puerta del MTS Deutsch-Sowjetische Freundschaft en Eichstädt (Brandemburgo), 1954.
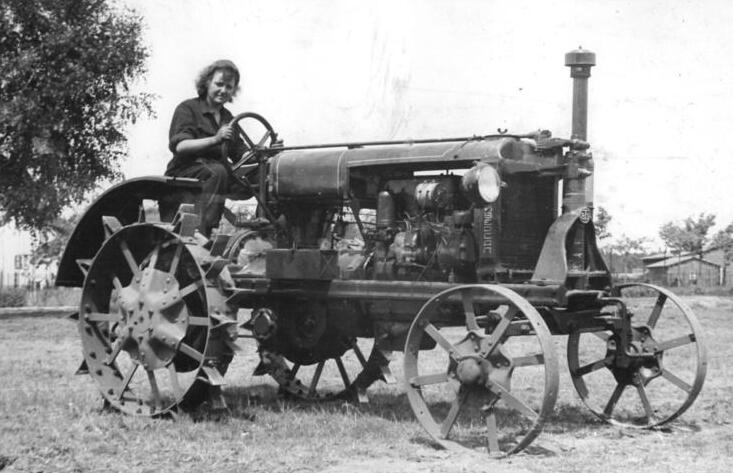
La tractorista Franziska Küster en un tractor de la MAS de Rehfelde (Brandemburgo), 1949.
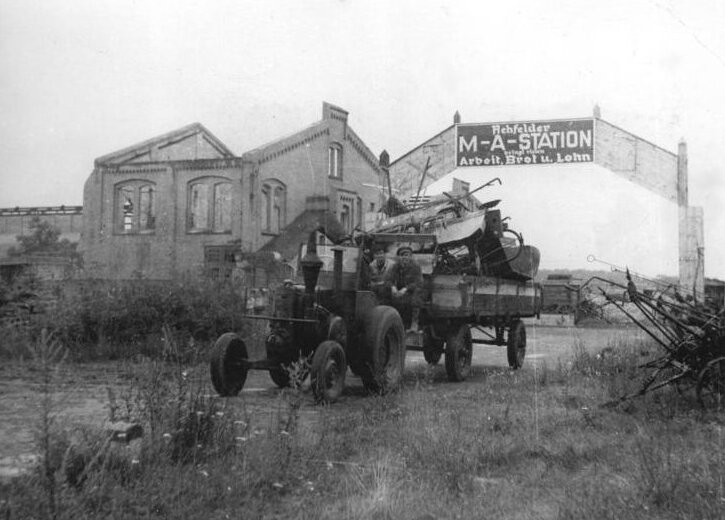
Entrada a la MAS de Rehfelde, 1949.
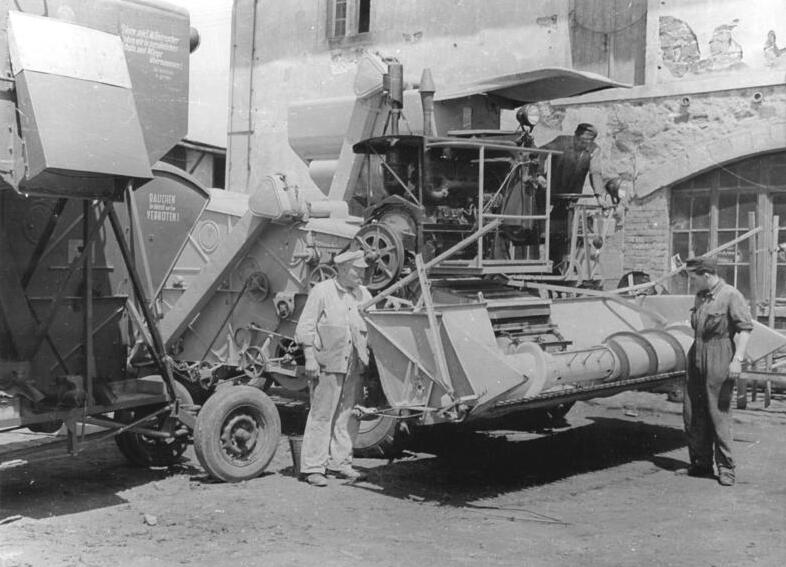
Maquinaria preparada para la cosecha en el MTS de Barnitz (Käbschütztal) (1955).
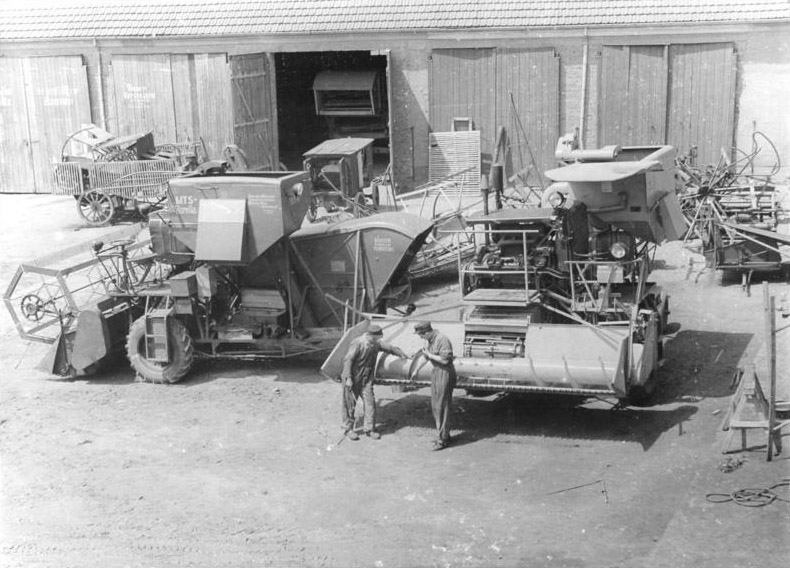
Patio de la MTS de Barnitz (Käbschütztal), 1955.
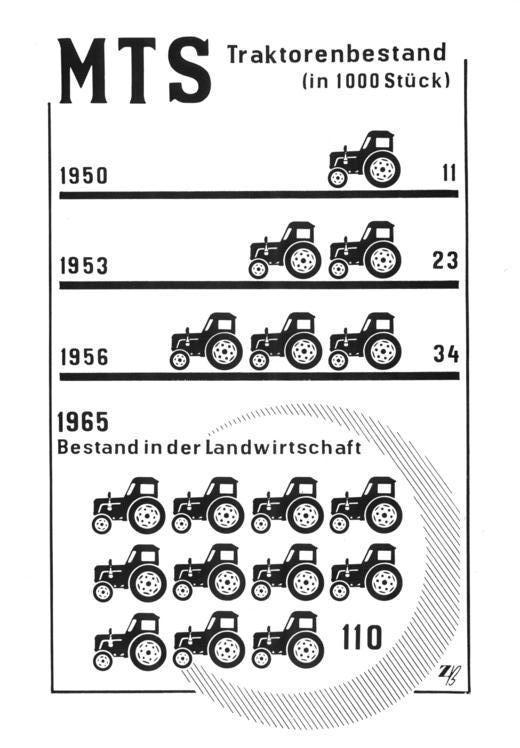
Diagrama que muestra el proyecto de evolución del sistema de MAS en la RDA (1959).

### En la República Socialista de Checoslovaquia
En la República Socialista de Checoslovaquia se abrieron tras la ley Nº 27/1949 de febrero de 1949 a través del Ústředí pro mechanisaci zemědělství ("Centro para la mecanización de la agricultura"), con sede en Praga. A principios de la década de 1990 fueron privatizadas.

### En la República Popular de Polonia
En la República Popular de Polonia las primeras Stacja Maszynowo-Traktorowa ("Estaciones de Máquinas y Tractores") fueron establecidas en la década de 1950. Fueron sustituidas en 1958-1959 por el Centro Nacional para la Maquinaria (Państwowy Ośrodek Maszynowy, POM).

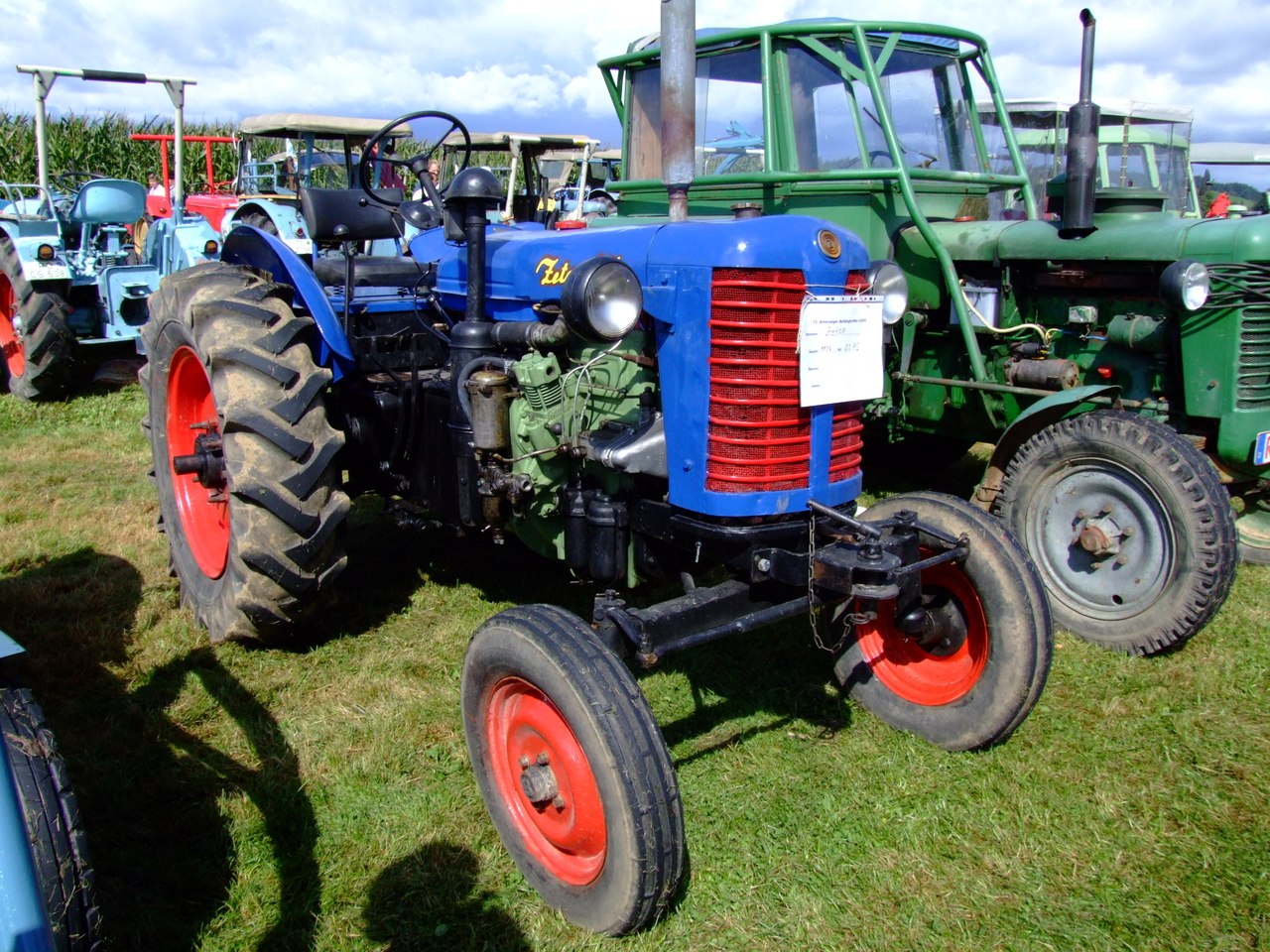
Tractor checoslovaco Zetor 25 de 1954.
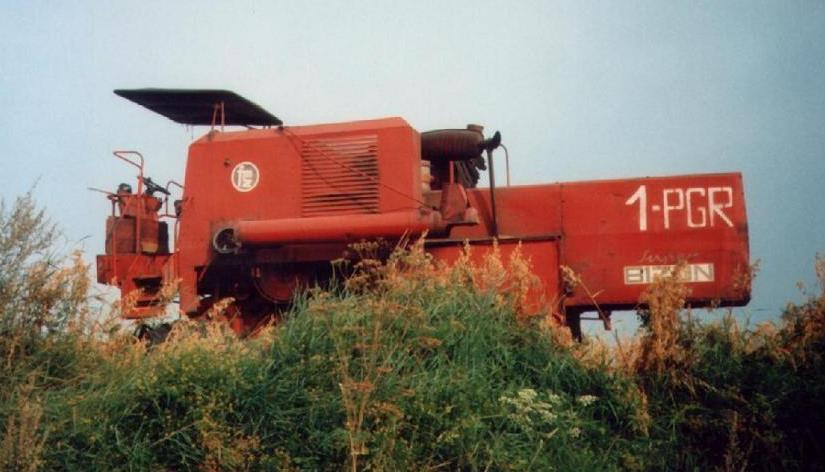
Cosechadora polaca Bizon ZO56.

### En la República Democrática de Afganistán
A principios de la década de 1980 el gobierno de la República Democrática de Afganistán inició la creación de estaciones.